# Дурбачи
Дурбачи — упразднённый посёлок в Борзинском районе Забайкальского края России. Являлся административным центром Дурбачинского сельсовета. Упразднен в 2001 году.

## География
Посёлок располагался у одноимённого железнодорожного разъезда Забайкальской железной дороги, на расстоянии примерно 43 километров (по прямой) к юго-западу от города Борзя.

### Климат
Климат характеризуется как резко континентальный с продолжительной морозной и малоснежной зимой и тёплым (временами жарким), неравномерно увлажнённым летом. Средняя температура воздуха самого холодного месяца (января) составляет от −26 °C до −29 °C; средняя температура самого тёплого месяца (июля) — 19 — 21 °C. Среднегодовое количество атмосферных осадков составляет 250—310 мм.

## История
Возник в 1979 году как центральная усадьба совхоза «Борзинский».
Также в посёлке располагался гарнизон Забайкальского ВО.

## Население
Согласно результатам переписи 1989 года в поселке проживало 564 человека.